# Heiti Talvik

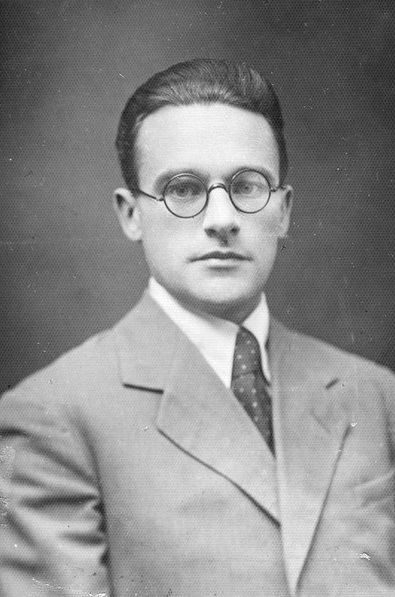
Heiti Talvik.

Heiti Talvik (ur. 9 listopada 1904 w Tartu, zm. 18 lipca 1947 w obwodzie tiumeńskim) – estoński poeta. Ojciec Talvika był lekarzem pracującym w Tartu, matka była pianistką. W 1923 opuścił szkołę i pracował jako górnik przy wydobywaniu łupków bitumicznych w Kohtla-Järve. Publikował wiersze na łamach pisma „Looming”, podówczas redagowanego przez Friedeberta Tuglasa. W 1926 ukończył gimnazjum w Parnawie. W latach 1926–1934 studiował filozofię na Uniwersytecie w Tartu. Po opublikowaniu w 1934 roku zbioru poezji Palavik stał się jednym z najbardziej znanych estońskich poetów. Był członkiem i przywódcą grupy poetów zwanej Arbujad („Wróżbici”), do której należał m.in. Uku Masing. W 1937 roku ożenił się z Betti Alver, członkinią tejże grupy. Po nadejściu sowieckiej okupacji Estonii, Talvik został zesłany na Sybir w maju 1945 roku. Jego dalsze losy są niepewne, najprawdopodobniej zmarł w lipcu 1947 roku. Nieznane jest miejsce jego pochówku.